# Салијето (Изернија)
Салијето је насеље у Италији у округу Изернија, региону Молизе.
Према процени из 2011. у насељу је живело 75 становника. Насеље се налази на надморској висини од 444 м.